# 德万甘杰乌帕齐拉
德萬甘傑烏帕齊拉是孟加拉国杰马勒布尔县的一个烏帕齊拉，位於邁門辛專區的傑馬勒布爾縣。。

## 人口
據1991年孟加拉國人口普查，德萬甘傑共有戶數38023戶，人口193182人。其中男性佔比50.5%，女性佔比49.5%；成年人口92441人。該地7歲以上人口之平均識字率為20.9%。
據傑馬勒布爾縣政府的官方網頁顯示，德萬甘傑現有的人口是268517人。